# Cordevole di Visdende
Il Cordevole o Piave di Visdende è un corso d'acqua a carattere torrentizio del Comelico.
Nasce in Val Visdende e confluisce nel Piave presso la località Salafossa, in comune di San Pietro di Cadore.
È interessante ricordare come, in conseguenza delle epiche battaglie della prima guerra mondiale, negli anni Trenta si accese una disputa tra i comuni di San Pietro e Sappada per stabilire quale fosse la vera sorgente del Piave. La questione fu risolta dal professore Arrigo Lorenzi dell’Università di Padova.